# Ja khudeju
Ja khudeju (russisk: Я худею) er en russisk spillefilm fra 2018 af Aleksej Nuzjnyj.

## Medvirkende
- Aleksandra Bortich som Anna "Anja" Kulikova
- Irina Gorbatjeva som Natalija "Natasja"
- Jevgenij Kulik som Nikolaj "Kolja" Barabanov
- Roman Kurtsyn som Jevgenij "Zjenja"
- Jelena Valjusjkina som Olga